# Killing Floor (banda)
Killing Floor es una banda de blues rock británica formada en 1968. Editaron dos álbumes y cuatro sencillos antes de disolverse en 1972. Volvieron a juntarse en 2002 y se han mantenido activos hasta hoy, editando dos nuevos álbumes. El nombre del grupo viene de la canción "Killing Floor" de Howlin' Wolf de 1964.

## Historia
Originalmente siendo una banda de blues conocida como The Loop, los miembros fundadores de Killing Floor, Mick Clarke (guitarra principal) y Bill Thorndycraft (voz y armónica) formaron la banda en 1968 en Londres, Inglaterra, después de publicar un anuncio en Melody Maker. A partir de ello, reclutaron a Lou Martin (piano), Stuart McDonald (bajo) y Bazz Smith (batería). Después de llevar a cabo su concierto un DJ de radio y fanático de blues, John Edward, se ofreció a gestionar a la banda. Edward los llevó a firmar un contrato de grabación con Spark Records y, en 1969, su álbum de debut homónimo fue grabado en menos de dos semanas en los Pye Recording Studios. Edwards fue el productor del disco, aunque no tenía experiencia previa en este campo. La mayoría de los temas fueron material de blues de Chicago, aunque la única versión verdadera de la misma era "You Need Love" de Willie Dixon. AllMusic describió el conjunto como una "menos reverente y completamente más pesada actualización de The Yardbirds". En los Estados Unidos, el álbum fue lanzado en la etiqueta de Sire.
La banda estaba de nuevo en deuda con Edward, que arregló para que aparezcan en el Salón de California en Dunstable, donde la banda hizo apoyo a Ten Years After, Jethro Tull, Chicken Shack, y The Herd. También tocaron en el Marquee Club en Londres, haciendo soporte a poyando Yes y The Nice. En 1969, la banda expandió su base de fanáticos leales al realizar dos giras de conciertos a nivel nacional en el Reino Unido con el músico de blues estadounidense, Freddie King. La banda también aprovechó la oportunidad para respaldar a Arthur "Big Boy" Crudup. Tras el lanzamiento de Killing Floor y un par de sesiones de BBC Radio 1, Lou Martin dejó la banda, y continuaron durante un tiempo como una banda de cuatro componentes. En marzo de 1970, la banda tocó en el Festival de Pascua en Hamburgo, Alemania. En 1970 y 1971, se produjeron cambios adicionales en la alineación que incluyeron el exvocalista de Juicy Lucy Ray Owen, el baterista Rod de'Ath y el bajista Mick Hawksworth, uniéndose a la banda. Este último había estado previamente con Andrómeda, y más tarde pasó a formar parte de Fuzzy Duck.
En 1970, el segundo álbum de la banda, Out of Uranus fue editado por Penny Farthing Records. Aunque Edward conservó los deberes de productor, Larry Page supervisó las sesiones de grabación como productor ejecutivo. AllMusic comentó que "Out of Uranus es más crudo y más irreverente que la mayoría de los trabajos de blues-rock británicos de segunda línea de finales de los 60 y principios de los 70, como lo indica el propio título". El sencillo "Call for the Politicians", fue irradiado por BBC Radio 1, y también se vendió bien en Alemania.
Sin embargo, a mediados de 1972, el grupo había decidido disolverse. Thorndycraft dejó la industria de la música, mientras que Smith pasó a tocar en tríos de jazz. McDonald se unió al excantante Free, Paul Rodgers, en una banda de corta duración llamado Peace, antes de que McDonald volviera a su Gales natal y actuara en bandas locales. En ese momento, Lou Martin ya se había unido a la banda de Rory Gallagher, donde se unió a De'Ath. Mick Clarke formó S.A.L.T., antes de instigar a Mick Clarke Band, que posteriormente publicó tres discos propios. Repertoire Records y See Miles Records han reeditado los álbumes Killing Floor.
En 2002, la formación original de 1968 volvió a reunirse y, después de una brecha de casi 35 años, publicó otro álbum, Zero Tolerance (2004), por medio de Appaloosa Records. La banda realizó conciertos en toda Europa, y estaban planeando su cuarto álbum en 2011. Sin embargo, Lou Martin murió en Bournemouth, Dorset, el 17 de agosto de 2012, a los 63 años. Sin embargo, en 2012 editaron su cuarto álbum, Rock 'n' Roll Gone Mad. Fue dedicado al fallecido Hubert Sumlin, quien había sido el guitarrista principal en la grabación de la canción "Killing Floor" de Howlin' Wolf.
La banda se presentó en el Sweden Rock Festival en junio de 2012, donde tocaron Motörhead y Blue Öyster Cult.

## Discografía

### Álbumes
| Year | Title                  | Label                  |
| ---- | ---------------------- | ---------------------- |
| 1969 | Killing Floor          | Spark Records          |
| 1970 | Out of Uranus          | Penny Farthing Records |
| 2004 | Zero Tolerance         | Appaloosa Records      |
| 2012 | Rock 'n' Roll Gone Mad | 101 Distribution       |

### Sencillos
| Year | Title                                 | Label                            |
| ---- | ------------------------------------- | -------------------------------- |
| 1969 | "Wow Wow Wow"                         | Spark Records                    |
| 1970 | "Call For the Politicians"            | Penny Farthing Records           |
| 1971 | "Milkman" / "Where Nobody Ever Goes"  | Penny Farthing Records           |
| 1972 | "Out Of Uranus" / "Sun Keeps Shining" | Yanki Plak Records (Turkey only) |